# Irena Krzywicka

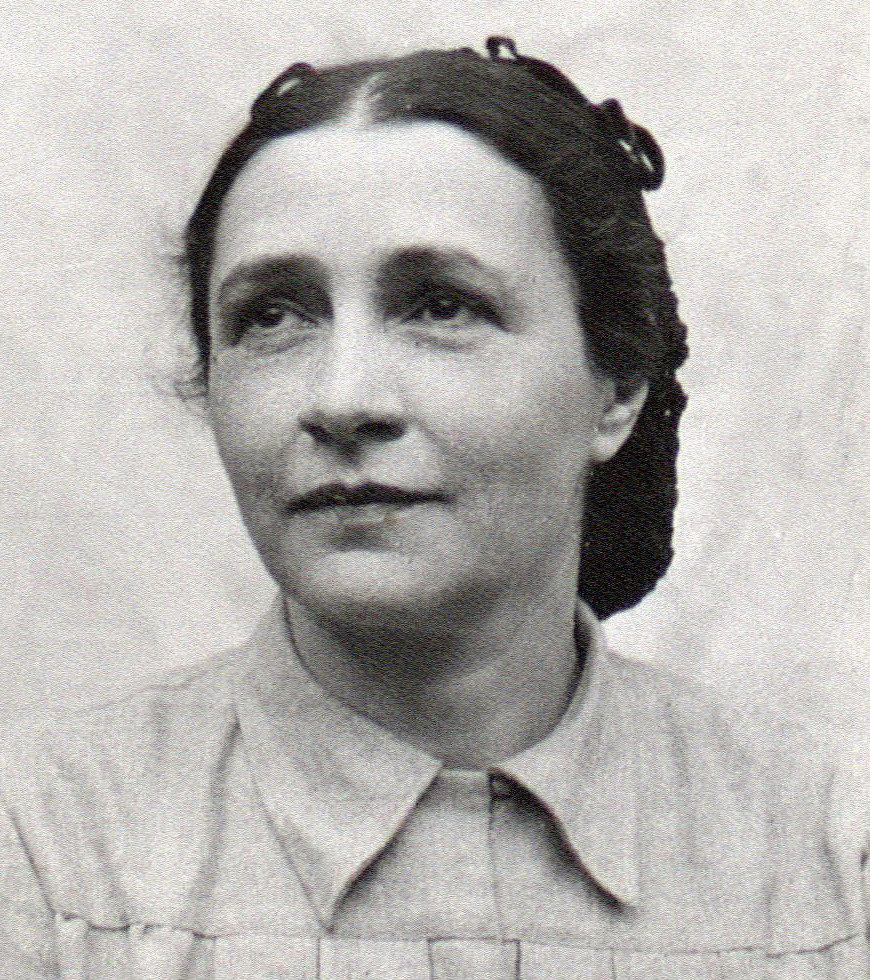
Irena Krzywicka (1945)

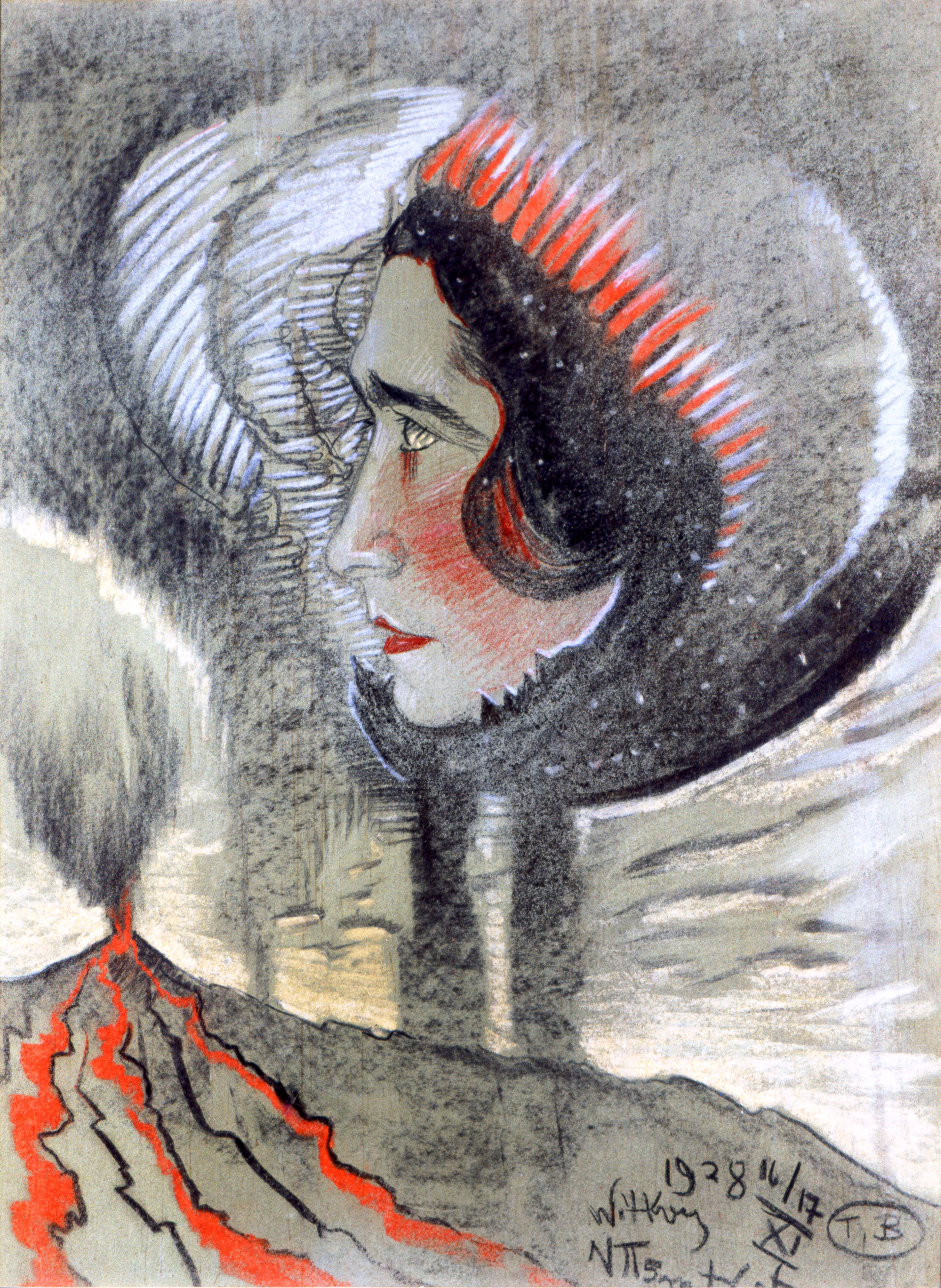
Witkiewicz: Irena Krzywicka (1928)

Irena Krzywicka (geboren als Irena Goldberg 28. Mai 1899 in Jenisseisk, Russisches Kaiserreich; gestorben 12. Juli 1994 in Bures-sur-Yvette, Frankreich) war eine polnische Feministin.

## Leben
Irena Goldbergs Vater Stanisław Goldberg (1872–1905) war Arzt, ihre Mutter Felicja Barbanel (1872–1956) Zahnärztin, Sozialistin und Feministin. Die Eltern wurden als Anhänger der Polnischen Sozialistischen Partei 1898 nach Sibirien deportiert, wo Irena geboren wurde. Ein zweites Kind starb kurz nach der Geburt. Die Familie konnte 1903 nach Polen zurückkehren, wo ihr Vater bald darauf an einer Tuberkulose starb. Die Mutter schloss eine zweite Ehe mit Jekutiel Portnoj (1872–1941).
Irena Goldberg studierte acht Semester Literatur an der Universität Warschau. Sie schloss das Studium 1922, die Promotion scheiterte am Betreuer. 1923 heiratete sie Jerzy Krzywicki, einen Sohn des Soziologen Ludwik Krzywicki. Sie hatten zwei Kinder, Piotr (1927–1943) und Andrzej (1937–2014). Sie führten eine offene Ehe, sie hatte ein Verhältnis mit dem deutschen Schriftsteller Walter Hasenclever. Sie war 1927 Journalistin bei der Wiadomości Literackie, als sie sich in den Arzt und Schriftsteller Tadeusz Boy-Żeleński verliebte, mit dem sie in den 1930er Jahren eine Privatklinik für Familienplanung und Sexualaufklärung in Warschau eröffnete.
Krzywicka veröffentlichte Schriften über Kindererziehung und zur sexuellen Aufklärung.
Ihr offener Umgang mit Homosexualität wurde von der politischen Rechten in Polen, aber auch von sich als liberal verstehenden Schriftstellern wie Jan Lechoń, Maria Dąbrowska und Jarosław Iwaszkiewicz angegriffen.
In der Zeit des Zweiten Weltkriegs starb der Sohn Piotr, ihr Mann wurde 1940 vermutlich Opfer des sowjetischen Massakers von Katyn, Boy wurde 1941 Opfer der deutschen Massenmorde in Lemberg. Krzywicka wurde als Jüdin verfolgt und überlebte die Zeit der deutschen Besetzung Polens von 1939 bis 1944 unter einer falschen Identität. Sie unterstützte den organisierten Widerstand der Armia Krajowa.
Nach Kriegsende arbeitete Krzywicka 1945/46 für kurze Zeit in der Polnischen Botschaft in Paris. 1962 verließ sie Polen mit dem zweiten Sohn Andrzej Krzywicki (1937–2014), der Physiker in Genf und Paris wurde, und lebte in der Schweiz und dann in Frankreich. Krzywicka übersetzte Werke von Herbert George Wells, Max Frisch und Friedrich Dürrenmatt ins Polnische. Sie schrieb Erzählungen, Essays und Romane. 1992 veröffentlichte Krzywicka ihre Autobiografie Wyznania gorszycielki.

## Schriften (Auswahl)
- Pierwsza krew. Warschau : Towarzystwo Wydawnicze "Rój", 1933 ISBN 978-83-61006-30-5
- Sekret kobiety. Warschau : Towarzystwo Wydawnicze "Rój", 1933
- Sąd idzie, Reportage. Warschau : Towarzystwa Wydawniczego "Rój" 1935, ISBN 83-07-02657-1
- Zwycięzka samotność. Kobieta szuka siebie. Warschau : Towarzystwo Wydawnicze "Rój", 1935
- Co odpowiadać dorosłym na drażliwe pytania, essays. Warschau : Towarzystwo Wydawnicze "Rój", 1936
- Ucieczka z ciemności, Erzählungen. 1939
- Tajemna przemoc. Kattowitz : Wydawnictwo Awir, 1947
- Skuci i wolni. Erzählungen.
- Rodzina Martenów. Warschau : Czytelnik, 1947
- Bunt Kamila Martena. Warschau : Czytelnik, 1948
- Siew przyszłości. Warschau : Czytelnik, 1953
- Dzieci wśród nocy. Warschau : Czytelnik, 1948
- Dr Anna Leśna. Warschau : Czytelnik, 1951
- Żywot uczonego. O Ludwiku Krzywickim. Warschau : Państwowy Instytut Wydawniczy, 1951
- Wichura i trzciny. Warschau : Nasza Księgarnia, 1959
- Wielcy i niewielcy. Erinnerungen. Warschau : Czytelnik, 1960
- Mieszane towarzystwo. Opowiadania dla dorosłych o zwierzętach. Warschau : Czytelnik, 1961 ISBN 83-07-02574-5
- Miłość... małżeństwo... dzieci.... Essays. Warschau : Iskry, 1962
- Wyznania gorszycielki. Autobiographie. Warschau : Czytelnik, 1992, ISBN 83-07-02261-4
- Agata Zawiszewska (Hrsg.): Kontrola współczesności. Wybór międzywojennej publicystyki społecznej i literackiej z lat 1924–1939. Warschau : Wydawnictwo Feminoteki, 2008, ISBN 978-83-924783-4-8

## Literatur

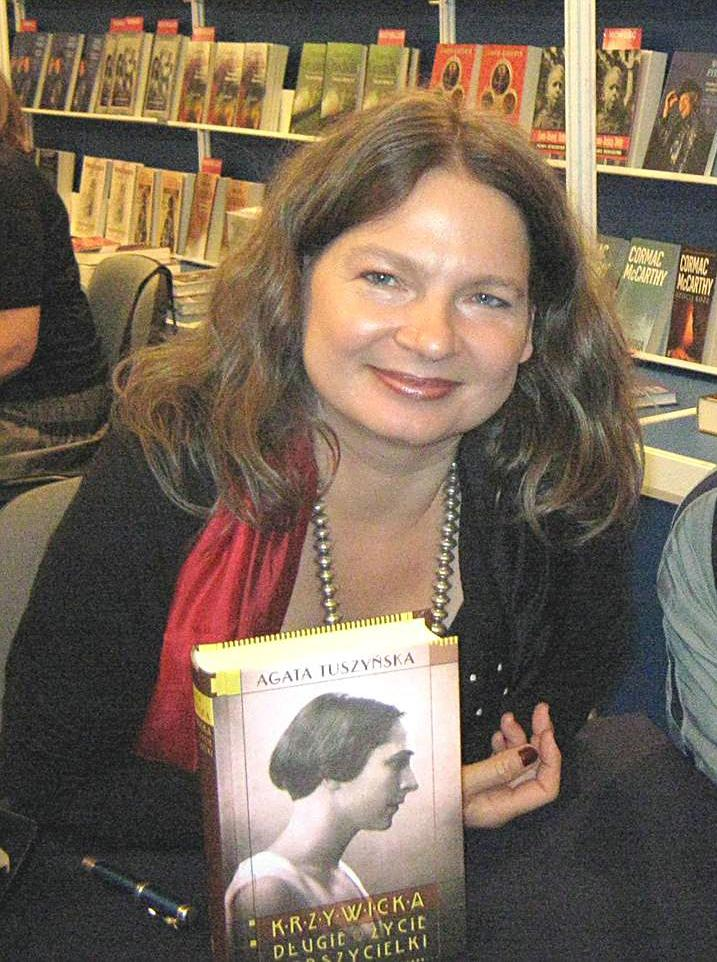
Agata Tuszyńska mit ihrem Buch, darauf ein Porträtfoto aus dem Jahr 1930